# Freida Nicholls-Davy
Freida Nicholls-Davy, född 13 mars 1950, är en friidrottare från Barbados. Hon deltog vid olympiska sommarspelen 1972 och olympiska sommarspelen 1976.